# The Double Life of George Michael
The Double Life of George Michael je britský dokumentární film z roku 2018. Film zachycuje život britského zpěváka George Michaela od jeho profesionálních počátků ve skupině Wham!, přes jeho sólovou dráhu až po okolnosti jeho smrti v roce 2016. Film se věnuje jak profesionální kariéře, tak i jeho osobnímu životu. V dokumentu hovoří především hudební kritici, použity jsou též dobové záznamy. Některé klíčové scény Michaelova soukromého života jsou odehrány herci ve formě dokudrama. Film byl premiérově odvysílán 21. června 2018.